# Österreichischer Bauherrenpreis 1969
Mit dem Österreichischen Bauherrenpreis der Zentralvereinigung der Architekten Österreichs wurden im Jahr 1969 die folgenden Projekte ausgezeichnet:
| Realisierung                                       | Bauherr | Planer                         |
| -------------------------------------------------- | --- | ------------------------------ |
| Heim für die Kinder Biafras auf der Insel Sao Tomé | Caritas Österreich mit Leopold Ungar | Walter Hildebrand              |
| Terrassenhäuser ›Goldtruhe‹ in Brunn am Gebirge    | GEWOG Gemeinnützige Wohnbaugesellschaft in Wien | Hans Puchhammer Gunther Wawrik |
| Reihenhaussiedlung Halde in Bludenz                | Interessengemeinschaft Halden Siedlung mit Fachlehrer Franz Bertel, Edelbert Köb, Josef Hanser, insgesamt 12 Bauherrn | Hans Purin                     |
| Siedlung Puchenau in Linz                          | ›Neue Heimat‹ Linz mit Friedrich Kühberger | Roland Rainer                  |
| Terrassenhaus ›An der goldenen Stiege‹ in Mödling  | Vorstand der österreichischen Siedlungsgemeinschaft ›Bausparerheim‹ Salzburg mit Direktor Eduard Kolmhofer, Erich Moser, Hermann Reiner, Vorsitzender des Aufsichtsrates Peter Lucan-Stood, Bausparkasse Gemeinschaft der Freunde Wüstenrot Gem. reg. Ges.m.b.H. Salzburg mit Walter Aichinger | Eugen Wörle                    |

Die Jury bildeten Gerhard Garstenauer, Hans Hollein, Viktor Hufnagl, Gustav Peichl, und Ottokar Uhl.